# TAPESTRY OF SONGS - THE BEST OF ANGELA AKI
『TAPESTRY OF SONGS - THE BEST OF ANGELA AKI』（タペストリー・オブ・ソングス ザ・ベスト・オブ・アンジェラ・アキ）は、2014年3月5日にエピックレコードジャパンから発売された、アンジェラ・アキのベスト・アルバム。

## 解説
- アンジェラ初のベスト・アルバム[1]。『BLUE』より約1年8か月ぶりの発売。
- アンジェラが発売した13枚のシングル14曲に、フジテレビ系『めざましテレビ』2007年テーマ「Again」を収録した全15曲のシングル・コレクション。
- 初回限定盤[2]と通常盤[3]の2形態で発売。
- 初回限定盤は高音質Blu-Spec2CD2枚組仕様（過去のアルバムから選曲された15曲入りボーナスCD含む）+これまで発表した全てのミュージック・ビデオ15曲に、撮り下ろしの「手紙 ～拝啓 十五の君へ～」2014年バージョンと活動10年分のダイジェスト映像を収録したDVD付。「手紙 ～拝啓 十五の君へ～」2014年バージョンのミュージック・ビデオはさまざまな職業の人が10年後の自分にメッセージを送るという内容になっており、陸上選手の大迫傑、フリーアナウンサーの中野美奈子、役者の柄本時生、お笑い芸人のウエストランドなどがメッセージを送っている[4]。

## 収録曲

### DISC.1（初回限定盤・通常盤共通）
1. HOME
2. 心の戦士
3. Kiss Me Good-Bye
4. This Love
5. サクラ色
6. 孤独のカケラ
7. たしかに
8. Again
9. 手紙 〜拝啓 十五の君へ〜
10. 愛の季節
11. 輝く人
12. 始まりのバラード
13. I Have a Dream
14. 告白
15. 夢の終わり 愛の始まり

### DISC.2（初回限定盤）
1. Rain
2. 宇宙
3. MUSIC
4. TODAY
5. モラルの葬式
6. One Melody
7. 愛のうた
8. ANSWER
9. ダリア
10. Final Destination
11. LIFE
12. Every Woman's Song
13. 愛と絆創膏
14. Cry
15. One Family

### DVD（初回限定盤）
1. HOME [CLIPS]
2. 心の戦士 [CLIPS]
3. Kiss Me Good-Bye [CLIPS]
4. This Love [CLIPS]
5. サクラ色 [CLIPS]
6. 孤独のカケラ [CLIPS]
7. たしかに [CLIPS]
8. Again [CLIPS]
9. 手紙 ～拝啓 十五の君へ～ [CLIPS]
10. 愛の季節 [CLIPS]
11. 輝く人 [CLIPS]
12. 始まりのバラード [CLIPS]
13. 津軽海峡・冬景色 [CLIPS]
14. 告白 [CLIPS]
15. 夢の終わり 愛の始まり [CLIPS]
16. 手紙 ～拝啓 十五の君へ～ (2014) [CLIPS]
17. PERFORMANCE HISTORY 2005-2014 [LIVE]

## 演奏
Disc 1
- アンジェラ・アキ
  - Vocals
  - Piano (#1-10.12.13.14.15)
  - Acoustic Guitar (#11.13)
  - Drums (#13)
  - Synthesizer Operation (#13.14)
- 村石雅行：Drums (#1-7.10.12.14)
- 沖山優司：Bass (#1.2.3.4.10.12.14)
- 松岡モトキ
  - Guitars (#1.2.4)
  - Electric Guitar, Chorus (#3)
- 伊藤隆博：Hammond Organ (#1)
- 河野伸
  - Strings Arrangement (#2.3)
  - Synthesizer Operation (#8)
- 弦一徹ストリングス：Strings (#2.3.4.12)
- 亀田誠治：Bass (#5.6.7.15)
- 石成正人：Guitars (#5.8)
- 金原千恵子ストリングス：Strings (#5.6.7.8)
- 西川進
  - Guitars (#6.10.12.13.14.15 )
  - Electric Guitar (#7)
  - Bass (#13)
- 藤田乙比古、萩原顕彰：Horn (#6)
- 飯田高広：Synthesizer Operation (#6)
- 木村万作：Drums (#8)
- 種子田健：Bass (#8)
- 阿部尚徳 (とく)：Synthesizer Operation (#10.14)
- 宇野克郎：Synthesizer Operation (#13)
- 斎藤孝太郎：Cello (#13)
- 今井マサキ：Chorus (#13)
- 木本ヤスオ：Synthesizer Operation (#14)
- 豊田泰孝：Synthesizer Operation (#15)